# 愛についてのキンゼイ・レポート
『愛についてのキンゼイ・レポート』（Kinsey）は、2004年製作のアメリカ映画。ビル・コンドン監督・脚本。フランシス・フォード・コッポラがプロデューサーとして参加している。
「キンゼイ報告」を著した、性科学の父アルフレッド・キンゼイ博士の半生を描く。

## ストーリー
インディアナ大学の動物学の助教授であるアルフレッド・キンゼイは、教え子のクララと恋に落ち結婚。キンゼイは大学で性の悩みを持つ学生達の相談に乗っているうちに、結婚講座を開講するが、セックスをもっと科学的に研究する必要があると感じ、各地を旅しながら様々な人々にインタビューを試みる。

## キャスト
※括弧内は日本語吹替
- アルフレッド・キンゼイ - リーアム・ニーソン（津嘉山正種）
- クララ・マクミレン - ローラ・リニー（高島雅羅）
- クライド・マーティン - ピーター・サースガード（内田夕夜）
- ワーデル・ポメロイ - クリス・オドネル（宮本充）
- ポール・ゲブハルト - ティモシー・ハットン（飯島肇）
- アルフレッド・シークイン・キンゼイ - ジョン・リスゴー（五王四郎）
- サラ・キンゼイ - ヴェロニカ・カートライト
- サーマン・ライス - ティム・カリー
- ハーマン・ウェルズ - オリヴァー・プラット（辻親八）
- アラン・グレッグ - ディラン・ベイカー
- ケネス・ブラウン - ウィリアム・サドラー
- ベン - ジョン・クラシンスキー
- ブルース・キンゼイ - ルーク・マクファーレン
- 最後にインタビューされる女性 - リン・レッドグレイヴ

## 評価
レビュー・アグリゲーターのRotten Tomatoesでは197件のレビューで支持率は90%、平均点は7.70/10となった。Metacriticでは40件のレビューを基に加重平均値が79/100となった。